# Old Surehand 1. Teil
Old Surehand 1. Teil es es una película de 1965 perteneciente al subgénero del eurowestern dirigida por Alfred Vohrer y protagonizada por Stewart Granger y Pierre Brice. Es una coproducción entre la República Federal de Alemania y Yugoslavia que supone el séptimo filme de una serie producida por Rialto Film basada libremente en las novelas de Karl May protagonizadas por el jefe apache Winnetou y los exploradores Old Shatterhand y Old Surehand. Fue rodada en Eastmancolor y Ultrascope. Es conocida en español por los títulos La frontera en llamas y El justiciero de Kansas.

## Sinopsis
Mientras busca al asesino de su hermano, Old Surehand descubre una trama encaminada a enfrentar a los comanches con los blancos. Además, intenta averiguar quién asesinó al minero Ben O'Brian para robarle su mina de oro. Con la ayuda de su amigo Winnetou, jefe de los apaches mescaleros, averigua que los tres crímenes son obra de la misma persona, un individuo al que llaman «General» que dirige una nutrida banda de forajidos. Old Surehand logrará evitar la guerra entre el ejército y los comanches, devolver la mina a la sobrina de O'Brian y vengarse del asesino de su hermano.

## Antecedentes
En 1962 el productor Horst Wendlandt tuvo un éxito de taquilla con El tesoro del lago de plata, inspirada libremente en la novela homónima de Karl May. La rentabilidad de la película —basada en la popularidad de las novelas de May en Europa central, el uso de la pantalla panorámica a todo color, la eficaz dirección de Harald Reinl, el acompañamiento de la romántica música de Martin Böttcher y la participación de Lex Barker y Pierre Brice encarnando a los héroes Old Shatterhand y Winnetou— permitió que se realizaran dos películas más con el mismo equipo logrando una notable afluencia de público a las salas en la República Federal de Alemania y otros países del continente.
El éxito de la serie hizo que Lex Barker recibiera ofertas de otros productores y no estuviera siempre disponible. Por ese motivo, en Unter Geiern y Der Ölprinz fue reemplazado por Stewart Granger en el papel de Old Surehand. Estas dos películas no fueron dirigidas por Harald Reinl, lo que, unido a la ausencia de Barker, hizo que tuvieran menor éxito. Además, el éxito de Por un puñado de dólares y el surgimiento del spaghetti western supuso una fuerte competencia para la serie de Winnetou. Aun así, Rialto Films —la productora dirigida por Wendlandt— se planteó una trilogía protagonizada por Old Surehand y firmó un contrato con Granger para que protagonizara dos películas.

## Intérpretes y personajes
Por tercera vez Stewart Granger interpretó a Old Surehand —o Manofirme, como decía el doblaje de España—, llamado así por su extraordinaria puntería. Con unos cincuenta y dos años, su aspecto no era tan atlético como el de Lex Barker, pero su pasada trayectoria protagonizando vibrantes películas de aventuras para Metro-Goldwyn-Mayer le proporcionaban una mayor cotización. Granger continuó con el tono irónico que había empleado en sus dos anteriores filmes y que le alejaban de la seriedad callada del Old Shatterhand de Barker que tanto gustaba al público alemán. En esta ocasión se añade al personaje un carácter vengador, pues busca al asesino de su hermano.
En el caso de Pierre Brice era la séptima vez que interpretaba a Winnetou en la serie de Rialto Films. En esta película su papel es secundario y no aparece en escena hasta que han transcurrido cuarenta minutos de metraje. El jefe de los apaches mescaleros vigila a bandidos y comanches sin ser descubierto y es quien proporciona a Old Surehand la información necesaria para descubrir al asesino de su hermano. Sus apariciones son breves pero determinantes.
La italiana Letícia Román interpreta a Judith, la sobrina y heredera del minero Ben O'Brian, deseosa de encontrar a su asesino. Y su compatriota Mario Girotti encarna a su novio Toby, un joven ayudante del juez que descubre que la ley no es suficiente para detener a los forajidos. Era la cuarta vez que Girotti intervenía en una película de la serie, y siempre interpretando a distintos personajes, lo que demuestra que la productora no daba mucha importancia a la verosimilitud. El papel del villano de la función corresponde al estadounidense Larry Pennell, actor principalmente televisivo aunque sin abandonar el medio cinematográfico. La mayoría de los papeles restantes corresponden a actores yugoslavos, destacando el denominado Paddy Fox, que encarnaba por tercera vez al personaje cómico Old Wabble.

### Reparto
| - Stewart Granger — Old Surehand - Larry Pennell — El General - Paddy Fox — Old Wabble - Hermina Pipinic — Molly - Dusan Antonijevic — Maki-moteh | - Pierre Brice — Winnetou - Mario Girotti — Toby - Wolfgang Lukschy — Edwards - Bata Zivojinovic — Potter - Vladimir Medar — Ben O'Brian | - Letitia Roman — Judith - Erik Schumann — Capitán Miller - Jelena Jovanovic — Delia - Dusko Janicijevic — Clinch - Voja Miric — Joe |

## Recepción

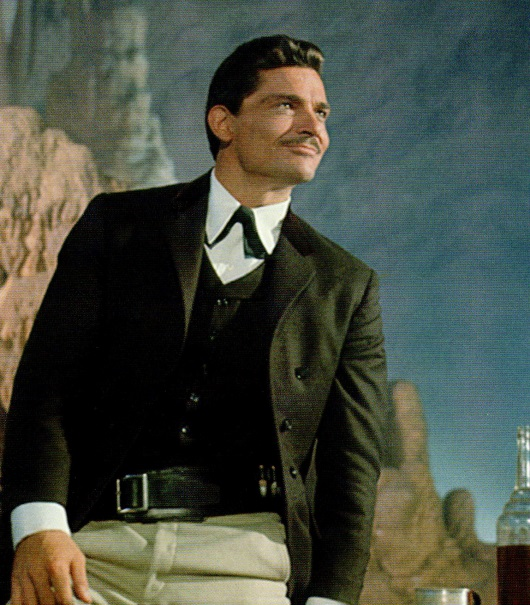
Larry Pennell como El General.

La película no tuvo el éxito de sus predecesoras. La serie de Winnetou venía ya dando signos de agotamiento. Además, el Old Surehand de Stewart Granger no era tan apreciado por el público alemán como el Old Shatterhand de Lex Barker. Y el éxito de Por un puñado de dólares había indicado que los gustos de público iban hacia otro tipo de eurowestern muy distinto. Como resultado Rialto Films no llegó a rodar la segunda parte que estaba prevista y, para compensar a Granger, se le ofreció protagonizar una película detectivesca. Aun así, Wendlandt continuó preparando otra película de Winnetou pero esta vez contando de nuevo con Barker.